# イーアンツ
イーアンツ有限会社（eants Inc.）はコンピューターゲーム制作を基幹とする日本の企業である。アダルトゲームから乙女ゲームまで幅広く手がけており数多くのブランドを持っている。
社名は、代表者の苗字である有田の「アリ」と蟻（ant）をかけ、さらにデジタルコンテンツによくつく「e」をくっつけたものであり、「いい蟻さん=働きアリ」という意味も込められている。

## 作品一覧

### アダルトゲーム
「その他」を除き全てダウンロード販売を主体に低価格で販売されている
ポアシャラ
全て全5話分割発売
- コスってギンギン
- 露出の女神さま
- 守ってあげちゃう!
- 家族調教

イーアンツ
何れも日本テレネットのゲームを18禁化したゲーム。ポアシャラ同様分割発売されている
- ヴァリスX
- アークスX

ポコブラック
- ポコゲーシリーズ
  - ポコゲー 〜触ジャラの塔〜
  - ポコゲー 〜触プレの遺跡・母娘淫辱触手地獄〜
  - ポコゲー 〜東方使節団凌辱記〜
- 淫辱触手電車 降界凌辱編

柏党
- 玻璃の中の螢
- くいっくCLICK!（全3話）

その他
★はDVDプレイヤーズゲームで発売されたタイトル
- 訪問者(ファボライト)★
- 寝盗ラレ -NakedTranceRamble-(G-CAT)★
- お姫様舞踏会 -Give A Ball- for DVD（お姫様倶楽部）★

### 3Dアダルトゲーム
NOISE
- 抱いて… 〜五十嵐藍の場合〜
- 堕天使
- COLLECTOR 〜檻の中の美少女達〜
- 犯らせろ 〜藤原沙織の場合〜
- ゆ・る・し・て 〜結城瞳の場合〜
- ルナ 〜魔女狩り〜
- 君がいたあの日
- どろどろ 妻×娘の秘密
- ぬるぬる 女子寮の艶事
- 抜かせろ ナース・人妻・女子校生
- PINKの肉麻 〜リンとまいのみだれ薬〜

エイチソフト
- 泣かぬなら鳴かせてやろう性奴隷
- 性奴隷飼育マニュアル
- イカサレ!恥辱メイド

Studio Kinky
- 絶倫アクロバットおやじ 飛びます・いれます・いかせます
- 人生アクロバットゲーム 進め!おやじの変態道

その他
- 脅迫 〜氷川探偵事務所事件ファイル〜(ZOOM)

### 女性向けゲーム
ティアラモードは記事参照。「Sandal Dash」以外は乙女ゲームブランド。
Sandal Dash
ボーイズラブゲームブランド
- ボクの彼氏はジュリエット
- ガイザードシリーズ 
  - ガイザード 〜僕らは想いを身に纏う〜
  - ガイザードシャッフル 〜僕らは想いを解き放つ〜
  - ガイザード・ファンディスク 〜僕らの想いを詰め込んで〜
- 比翼は愛薊の彼方へシリーズ
  - 比翼は愛薊の彼方へ 〜未了の因〜
  - 比翼は愛薊の彼方へ 〜久遠の想〜

TIRAMISUVILLA
- DessertLove -彼とのはじまり-
- ぴゅあらばフレーバー 始まりの場所
- Pretty flapシリーズ
  - Pretty flap 〜チョコレートテイスト〜
  - Pretty flap 〜ショコラテイスト〜

リボンマジック
- Lover's Collection -ラヴァーズコレクション-
- クレプシドラ 〜光と影の十字架〜（全年齢対象）